# Олбані (округ, Нью-Йорк)
Шаблон:StateAbbr_ 42°39′44″ пн. ш. 73°50′57″ зх. д. / 42.662094° пн. ш. 73.849075° зх. д.
Округ Олбані (англ. Albany County) — округ (графство) у штаті Нью-Йорк, США. Ідентифікатор округу 36001. 

## Історія
Округ Одбані був утворений 1 листопада 1683 року нью-йоркським губернатором Томасом Дунганом.

## Демографія
За даними перепису 
2000 року 
загальне населення округу становило 294565 осіб, зокрема міського населення було 265913, а сільського — 28652.
Серед мешканців округу чоловіків було 140885, а жінок — 153680. В окрузі було 120512 домогосподарства, 70973 родин, які мешкали в 129972 будинках.
Середній розмір родини становив 2,99.
Віковий розподіл населення поданий у таблиці:
| Стать    | До 15 років | 15-21 | 22-29 | 30-39 | 40-49 | 50-65 | 65-85 | Понад 85 |
| -------- | ----------- | ----- | ----- | ----- | ----- | ----- | ----- | -------- |
| Чоловіки | 28345       | 16406 | 15045 | 21193 | 21834 | 21562 | 14983 | 1517     |
| Жінки    | 26680       | 16427 | 15681 | 22151 | 23175 | 23472 | 21626 | 4468     |

## Суміжні округи
- Саратога — північ
- Ренсселер — схід
- Колумбія — південний схід
- Грін — південь
- Скогарі — захід
- Скенектеді — північний захід

## Виноски
1. ↑  George Howell and Jonathan Tenney (1886). Bi-Centennial History of Albany. W.W. Munsell. с. 12. Процитовано 28 серпня 2009.
2. ↑  U.S. Decennial Census. United States Census Bureau. Архів оригіналу за 26 квітня 2015. Процитовано 3 січня 2015.
3. ↑  Historical Census Browser. University of Virginia Library. Архів оригіналу за 11 серпня 2012. Процитовано 3 січня 2015.
4. ↑  Population of Counties by Decennial Census: 1900 to 1990. United States Census Bureau. Архів оригіналу за 19 лютого 2015. Процитовано 3 січня 2015.
5. ↑  Census 2000 PHC-T-4. Ranking Tables for Counties: 1990 and 2000 (PDF). United States Census Bureau. Архів оригіналу (PDF) за 18 грудня 2014. Процитовано 3 січня 2015.
6. ↑  State & County QuickFacts. United States Census Bureau. Архів оригіналу за 29 червня 2011. Процитовано 11 жовтня 2013.(англ.) Наведено за англійською вікіпедією.
7. ↑  American FactFinder. Бюро перепису населення США. Архів оригіналу за 26 лютого 2012. Процитовано 31 січня 2008.

| США | Це незавершена стаття з географії США. Ви можете допомогти проєкту, виправивши або дописавши її. |